# Sorensen Peak
Der Sorensen Peak ist ein 2640 m hoher Berg in den Admiralitätsbergen im ostantarktischen Viktorialand. Er ragt zwischen der Lyttelton Range und dem Gebirgskamm Church Ridge an der Wasserscheide zwischen dem Dennistoun- und dem Leander-Gletscher auf.
Der United States Geological Survey kartierte ihn anhand von Vermessungen und mithilfe von Luftaufnahmen der United States Navy zwischen 1960 und 1963. Das Advisory Committee on Antarctic Names benannte ihn 1970 nach Douglas J. Sorensen, Feldforschungsassistent auf der McMurdo-Station zwischen 1965 und 1966.